# 制裁者 (電視劇)
《漫威制裁者》（英語：Marvel's The Punisher）或簡稱《制裁者》（英語：The Punisher），是一部美国网路电视连续剧，由Netflix发行，德鲁·戈达德研发，根据漫威漫画旗下同名角色制裁者改编。此剧设定在漫威电影宇宙中，并与系列电影共享联动性。
《制裁者》於2017年11月17日首播。2019年1月18日播出第二季。2019年2月18日取消本劇。

## 劇情
全家人慘遭殺害後，法蘭克·卡索深受痛苦的過去糾纏，同時也不斷遭到追捕。在地下的犯罪世界，人人稱他為「制裁者」。

## 演員

### 主要演員
- 強·柏恩瑟 飾 「制裁者」法蘭克·卡索（Frank Castle / Punisher）[1][3][4]

一位替死去妻兒報仇雪恨的義警，受過軍事訓練，善用槍械武器，靠一己之力來清掃所有犯罪分子。他的方式極為暴力、兇殘，對牽扯家人喪生的人士一向不留情面。
- 艾邦·摩斯-貝克許 飾 「麥克羅（英语：Microchip (comics)）」大衛·利伯曼（David Lieberman / Micro）[5]

前國家安全局分析師，在政府指派的暗殺中僥倖存活下來後變成精英電腦駭客，結識法蘭克後成為他的技術支持。
- 班·巴恩斯 飾 「拼图人（英语：Jigsaw (Marvel Comics)）」比利·羅素（Billy Russo / Jigsaw）[6][5]

前美國海軍偵查部隊中尉，法蘭克參軍時的摯友，退伍後成立一家名叫「鐵砧」（Anvil）的私人軍事服務公司。
- 安柏·蘿絲·瑞瓦（英语：Amber Rose Revah） 飾 狄娜·馬達尼（Dinah Madani）[5]

伊朗裔美國人，國土安全部探員，之前駐在阿富汗時因搭檔死於美軍黑色行動裏，因此回到紐約調查事件真相。
- 黛博拉·安·霍爾 飾 凱倫·佩吉（Karen Page）[7][8]

《紐約公報》女記者，曾經是麥特·默多克的律師事務所秘書，她是少數深受法蘭克信賴的人。
- 丹尼爾·韋伯（英语：Daniel Webber (actor)） 飾 路易斯·威爾森（Lewis Wilson）[9]

一位年輕的退伍軍人，在參軍時留下過極大的心理陰影，無法適應正常生活的同時，也患上嚴重心理創傷而精神變得極度不穩定。
- 傑森·R·摩爾 飾 柯蒂斯·霍伊爾（Curtis Hoyle）[9]

擁有醫療專業的前美國海軍兩栖偵察兵，法蘭克的好友，少數得知他還活著的人，退伍後開辦了一個團體心理治療班來幫助一系列退伍軍人，
- 保羅·舒茲（英语：Paul Schulze） 飾 威廉·羅林斯（William Rawlins）[9]

中情局機密行動部門主管，當初策劃並指揮了法蘭克參與的軍中非法黑色行動，他極度不重視特遣隊的安危，使法蘭克憤怒之下欲殺之，未果僅打瞎他的左眼。
- 潔米·雷·紐曼（英语：Jaime Ray Newman） 飾 莎拉·利伯曼（Sarah Lieberman）[9]

大衛的妻子，丈夫死後成為育有兩個孩子的單親媽媽，不知道丈夫還活著。
- 麥可·納桑森（英语：Michael Nathanson (actor)） 飾 山姆·史坦（Sam Stein）[9]

國土安全局探員，馬達尼的最好搭檔，無論什麼情況都忠於她。
- 喬許·史都華 飾 約翰·佩格姆（John Pilgrim）[10]

一位外表看似冷靜、內心卻殘暴的天主教徒，原是一名白人幫派殺手，但在舒爾茲夫婦的協助下“洗心革面”而組建家庭，但從此淪為他們的執行者。
- 芙蘿莉安娜·利瑪 飾 克莉絲塔·杜蒙（Krista Dumont）[10]

一位協助退伍軍人的心理醫生，暗地裡一直有自殘的行為，精神狀況不太穩定。
- 喬治雅·維格罕（英语：Giorgia Whigham） 飾 艾米·班迪克斯（Amy Bendix）[10]

一位看似不小心捲進大陰謀的神秘女孩，有天賦和勇氣，遭受黑白兩道夾殺的同時意外與法蘭克相遇，並與法蘭克建立出父女之情。

### 常駐演員
- C·湯瑪斯·哈威爾 飾 卡森·沃夫（Carson Wolf）

國土安全局探員兼指揮官，狄娜和史坦的上司，曾經執行過大衛的暗殺、以及牽扯過法蘭克的非法黑色行動。
- 索瑞·安達斯魯 飾 法拉·馬達尼（Farah Madani）[11][12]

馬達尼的母親，擅長心理治療。
- 傑弗瑞·坎頓 飾 米契·埃利森（Mitchell Ellison）

《紐約公報》的主編，凱倫的上司，本人有點懼怕權威。
- 托尼·普蘭納 飾 拉斐爾·「拉斐」·埃爾南德斯（Rafael 'Rafi' Hernandez）

國土安全局紐約部門主管，狄娜和史坦的最高上司及導師。
- 克蘭西·布朗 飾 雷·舒諾沃（英语：Ray Schoonover (comics)）（Ray Shoonover）

一位海軍陸戰隊上校，當少校時為法蘭克的上級，作為法蘭克家人喪生的責任人之一。
- 科比·佛魯曼 飾 柴克·利伯曼（Zach Lieberman）

大衛和莎拉的兒子，父親“死”後患有嚴重反社會人格，導致家人和朋友都遠離他。
- 蕾普莉·索伯 飾 莉歐·利伯曼（Leo Lieberman）

大衛和莎拉的女兒，是一位勇敢、聽話的女孩。

### 客串
- 瑪麗·伊麗莎白·馬斯特蘭托尼奧（英语：Mary Elizabeth Mastrantonio） 飾 瑪隆·詹姆斯（Marion James）[13]

中情局的副主管。
- 羅伯·摩根 飾 特克·巴雷特（Turk Barrett）[14]

游走在黑白兩道之間的街頭罪犯，在各地都有消息和眼線。

## 集數
| 集數 （季） | 標題                  | 導演            | 編劇                 | 上線日期       |
| --- | --------------------- | --------------- | -------------------- | -------------- |
| 1 | 3 A.M.                | 湯姆·夏克倫     | 史蒂夫·萊特富特      | 2017年11月17日 |
| 法蘭克·卡索自從紐約圍捕後正式掛上「制裁者」之稱號，陸續殺害所有牽扯他家人於中央公園喪生的黑幫份子，將其全部殺無赦後燒掉盔甲和武器以告別一切。六個月後，法蘭克化名皮特·卡斯特萊昂回到紐約當建築工人謀生，失去目標的他陷入陰沉，不停地用鐵錘砸牆來宣洩過去陰霾，遭受其他工人嘲諷。全紐約都認為制裁者已死之外，唯一知情法蘭克身份以及他還活著的人是他從軍好友柯蒂斯·霍伊爾，其開辦一個團體心理治療班來幫助患上精神創傷的退伍軍人。國土安全部女探員狄娜·馬達尼回到紐約分部，打算用她的職位來調查在阿富汗死去的搭檔艾哈邁德·祖貝爾遭美軍神秘拷問致死一事。與此同時，工地中專門喜歡對法蘭克找茬的工頭蘭斯被債主找上門，決定帶人去搶劫放高利貸的意大利黑幫餐廳，由於人手不夠而找上唯一和法蘭克相處不錯的年輕工人唐尼一起去。然而，四人在搶錢過程中，唐尼過於驚慌失措而不慎掉出駕照，使黑幫發現唐尼的身份。四人拿到錢跑回工地後，蘭斯開始將唐尼扔進水泥裏活埋來滅口，看到此狀的法蘭克終於無法忍受，拿鐵錘狠狠教訓並活活打死蘭斯一行人，將他們的屍體全部扔進水泥埋屍後救出唐尼。法蘭克隨後還防止黑幫對唐尼找上門，親手殺光意大利黑幫後走出去，而一名網絡駭客當時剛好通過沿路監視器注意到他。 |                       |                 |                      |                |
| 2 | 兩個死人 Two Dead Men | 湯姆·夏克倫     | 史蒂夫·萊特富特      | 2017年11月17日 |
| 自稱微晶片的網絡駭客大衛·利伯曼一直以來都躲在一間廢棄配電站裏，靠黑入全市監控器以四處監控，當他注意到剛殺光幫派份子的法蘭克後，開始對他產生興趣而決定接觸他。大衛首次靠一間餐館的電話和法蘭克接觸 ，表示自己知情其身份並希望合作，但一向小心行事的法蘭克開始認為這是某種陷阱。大衛提醒法蘭克去查看他當初放在他老家鏡框裏的微晶片，裏面的視頻內容顯示法蘭克於阿富汗坎大哈從軍期間，曾經參與過艾哈邁德·祖貝爾的嚴刑拷打並槍決一事。同時，持續調查這件事內幕的馬達尼曾經握有相同視頻卻被偷走，由於參與過行動的證人法蘭克·卡索已“死”，她只好找上法蘭克的軍中摯友比利·羅素來打探消息，但她的調查持續受上司卡森·沃夫阻攔。法蘭克找回原來的好友凱倫·佩吉來調查微晶片的事情，得知微晶片的本名和他曾經是國家安全局分析師，但兩年前由於走漏消息被視為叛徒而看似遭槍殺，導致他和法蘭克一樣是“死人”。法蘭克得知卡森·沃夫掩蓋過大衛的事情，闖入他家找他對峙，通過苦肉計讓沃夫供出他曾經也參與過中央公園行動的實情，而殺害法蘭克家人僅僅是為殺他。聽完後，法蘭克立刻脫身將沃夫扭斷頭殺死，隨後開始追蹤大衛，通過上演撞車受傷戲碼接近大衛的妻子莎拉，成功迫使大衛來到他附近，最後一路跟著他走進他的配電站。 |                       |                 |                      |                |
| 3 | Kandahar              | 安迪·戈達德     | 史蒂夫·萊特富特      | 2017年11月17日 |
| 法蘭克將大衛綁起來進行拷問，大衛供述他作為分析師時偶然收到祖貝爾遭美軍拷打並非法處決的視頻，因為良心而將其發給馬達尼。但他的舉動被發現後遭卡森·沃夫灌上叛國罪並領軍追殺，跑到碼頭前遭沃夫蓄意槍擊墜入河裏，所幸子彈被口袋裏的手機擋下才讓他得以倖存，從此躲入地下成為網絡駭客並決心扳倒幕後黑手。經過一連串的拷打，大衛想辦法脫身並制伏法蘭克，但他沒有對法蘭克下手，反而以此證明他是盟友。大衛還揭示他調查到，法蘭克參軍時於坎大哈的軍事行動，其實是中情局暗地策劃、並未得到官方批准的非法黑色行動，全名「地獄犬行動」。當中除法蘭克在外的參與者還包括比利·羅素、槍手岡納·亨德森、雷·舒諾沃少校、以及一位自稱「橘色特工」的中情局高層作為行動指揮官。法蘭克回憶起他們受令殺害多名“具有高度威脅”的目標人物，他還親自服從橘色特工命令槍決過祖貝爾，即便祖貝爾跟恐怖份子其實根本無關聯。行動全員於一天夜裏攻擊本地武裝份子所在的建築，但行動出岔子使得他們險些全軍覆沒並撤回去，而橘色特工只關心目標是否殲滅。法蘭克憤怒一拳打瞎特工的左眼，直到被比利制止才停手。行動之後，法蘭克和比利就被調去其他部隊。如今，法蘭克得知行動的黑暗內幕後，才決定和大衛聯手揪出指揮地獄犬行動的幕後黑手。 |                       |                 |                      |                |
| 4 | Resupply              | 卡莉·斯考格蘭德 | 達里奧·斯卡達佩恩    | 2017年11月17日 |
| 由於之前的武器均已用完並銷毀，法蘭克急需行動所用的槍械和彈藥，開始讓大衛查找任何政府機關堆藏軍火的地點。法蘭克找上街頭線人特克·巴雷特，通過他的情報找到一批軍火，但發現裏面的武器都不符合他的所需。法蘭克決定另找地點時，特克才交代還有另外一批主貨會送給另一群人馬，大衛很快發現主貨其實是國土安全部為緝拿軍火販所設下的陷阱。自從沃夫死後，馬達尼成為國土安全部的代理指揮官、並也是這次行動的指揮，她當時還在深入調查沃夫的命案，但每當要調查沃夫的底細時，總是被她的新上司制止，她的上司還希望她能將注意力集中在這次軍火交易行動上。馬達尼則繼續指揮軍火行動，但她的計謀被大衛識破並通過黑入安全局監視系統，好讓法蘭克有機會去劫走貨車裏的所有軍火。兩人本以為大功告成，但馬達尼開著她的專車持續追捕法蘭克，為了防止法蘭克被捕，大衛被迫開車撞擊馬達尼的車以制止她。車禍受傷的馬達尼被法蘭克拖出汽車，馬達尼隱隱約約看見眼前的法蘭克後，法蘭克承認他殺死過沃夫，走前警告她不准干涉他的行動。 |                       |                 |                      |                |
| 5 | Gunner                | 迪兒布拉·沃許   | 麥可·瓊斯-莫拉萊斯   | 2017年11月17日 |
| 馬達尼因為父親贈予的跑車被撞毀，不惜帶著傷痛違抗上級回去工作，開始執迷於調查昏迷前看到的法蘭克。由於她的整個隊伍因失敗武器行動而受調查中，她選擇隱瞞法蘭克活著的事情，僅說服她的最好搭檔山姆·史坦秘密參與調查。馬達尼找來曾經為法蘭克辯護過的凱倫問話，試圖攻破她的心防卻沒奏效，凱倫離開後則將事情告知法蘭克。與此同時，當初指揮地獄犬行動的「橘色特工」威廉·羅林斯，在任務中被打瞎左眼後反被贈予銀星勳章，未來還即將接替中情局現任副主管瑪隆·詹姆斯的工作。另一方面，大衛認為祖貝爾處決視頻是行動隊伍裏的某個人錄下，法蘭克馬上想到是同隊的岡納·亨德森，推斷他的善心足以讓他錄下當時殘酷過程以備不時之需。他們倆得知岡納如今隱居在肯塔基州的一片山林裏，法蘭克動身去找他過程中雖然被他的防禦用弩箭射中，但岡納還是認出他。然而，持續追查並殲滅地獄犬行動成員以保護名聲的羅林斯，得知岡納的藏身處後也派一群雇傭兵去追殺他。法蘭克為了保證岡納能活著為他們正名並作證，連續殺死雇傭兵過程中被其中一員身上佩戴的直播攝影機拍下，讓羅林斯得知法蘭克還活著。跟著於遠處汽車裏指揮的大衛指示，法蘭克雖然殺死所有雇傭兵，但岡納也因受傷嚴重而身亡，同樣重傷的法蘭克被迫丟下他的遺體後回去車上。 |                       |                 |                      |                |
| 6 | The Judas Goat        | 傑里米·韋博     | 克莉絲汀·博伊蘭      | 2017年11月17日 |
| 大衛對有關部門告知岡納的屍體處後，緊急將法蘭克送回配電站，被迫找來當過軍醫的柯蒂斯前來治療才讓法蘭克穩定。柯蒂斯治療班中的一位有嚴重心理創傷的年輕前軍人路易斯·威爾森，和同班的越戰老兵奧康納於法院門口抗議美國槍支政策過程中被警察拘捕，奧康納卻棄他跑掉。柯蒂斯將路易斯保釋後，供述奧康納其實是仗著虛假參軍經歷好引人注目的老騙子，為此深感羞辱的路易斯來到奧康納的家裏證實他撒謊後，發生打鬥之下意外將奧康納捅死。馬達尼尋獲岡納的屍體後，於附近搜集到的血液DNA得知這是法蘭克的血液，她打算套問更多資訊過程中有意和比利相愛並同床，其期間得知她見過法蘭克活著的事情。比利開始用秘密頻率和口令試圖聯絡上法蘭克，其經過幾分考慮之下秘密和比利見一面。法蘭克解釋地獄犬行動其實是秘密走私中東毒品進美國的非法行動，而他目前也在尋找並殺死所有幕後參與者，但比利希望他能遠離這一切，並給他一個建立新身份從新開始的逃跑機會。法蘭克開始考慮比利的提議時，由於救岡納的行動導致他錯過和莎拉約好的一家聚餐邀請，只好回去她家解釋並道歉。莎拉諒解法蘭克後，同時注意到她和大衛的兒子柴克有著反社會人格。在碼頭，比利發現法蘭克沒來後，對車上的合作夥伴羅林斯報告法蘭克拒絕離開的事情。 |                       |                 |                      |                |
| 7 | Crosshairs            | 安迪·戈達德     | 布魯斯·馬歇爾·羅曼斯 | 2017年11月17日 |
| 因自保而被迫殺人的路易斯，精神為此開始更加惡化，試圖吞槍自殺卻還是收手。於是，他決定用所學的知識改變現有的一切，開始各處購買材料來製作大量自制炸彈。比利故意跟馬達尼說他不相信法蘭克還活著，而馬達尼剛好推斷岡納被人找上並殺害是因為自己的調查成果，由此懷疑她的辦公室遭人竊聽，她於是和史坦以安靜的方式之下尋獲所有竊聽器。與此同時，法蘭克和大衛開始瞄準他們的下一個目標，身為地獄犬行動幕後主使之一的莫蒂·班尼特上校，但比利和羅林斯早就預料到法蘭克將會去找班尼特，於是決定設陷阱引法蘭克上鉤後一舉殺死他。比利同時報告說馬達尼很有可能會追到他們頭上，但羅林斯認為馬達尼在無證據的情況下根本無跡可尋。法蘭克跟隨線報獨自闖入班尼特居住的軍事設施，進去不久後就遭到比利安排的雇傭兵襲擊，法蘭克盡全力擊退他們的時候未知其中一員就是比利本人。雖然沒抓到人，但大衛還是成功遠程遙控並查看班尼特手機，法蘭克便通過地底通道逃跑，途中被迫打傷一名不聽他勸的小兵。襲擊過後，班尼特本訓斥比利沒好好調度，但比利直接捅死班尼特以滅口。大衛查出和班尼特有聯絡的羅林斯後，法蘭克剛想一槍狙殺他的最大仇人，但子彈卻被羅林斯家窗戶的高級防彈玻璃擋下，使法蘭克頭一次暗殺失敗並逃跑。 |                       |                 |                      |                |
| 8 | Cold Steel            | 安東尼奧·坎波斯 | 費莉西亞·D·亨德森    | 2017年11月17日 |
| 比利來到精神病院看望當初選擇拋棄他的癮君子母親，對母親表示他會盡他所能去守護他建造的勢力，殺死目前持續阻擾他的摯友法蘭克都在所不惜。法蘭克暗殺失敗後和大衛查出羅林斯不但是行動幕後主使，甚至是出生於美國極高權勢家族的中情局機密行動主管。這時，大衛突然發現他家裡的監視系統全部斷線，恐懼他家人可能遭遇不測而強迫法蘭克去看看。法蘭克來到莎拉家裡發現她們平安無事，只是莎拉剛和兒子柴克發生過衝突而只能斷網以懲戒他。法蘭克暗中將網絡修復、使監視器恢復後，他和莎拉坐在一起喝酒聊天談論往事，莎拉因為對法蘭克的好感而醉酒之下上前吻了他。法蘭克直接將她推開，兩者後來均認為這是錯誤舉動，但靠監視目睹一切的大衛開始產生嫉妒。法蘭克隨後開始走近柴克，通過施加一點“恐懼”才讓柴克坦白他是因為父親之死才開始變得咄咄逼人，認為柴克需要一位“父親”後開始和他建立父子關係。另一方面，馬達尼尋獲所有竊聽器後和史坦故意演戲，讓另一頭的監聽者誤以為她即將發動一場行動。為此上當的比利帶領一群他的鐵砧保全公司雇傭兵來到指定倉庫裏搜查時，集體中馬達尼的伏擊而產生交火。全軍覆沒的比利跑到外面被史坦抓到，因面罩被揭下只能將史坦捅死後逃離，而馬達尼沒注意到比利，就上前抱著史坦流血赴死。 |                       |                 |                      |                |
| 9 | Front Toward Enemy    | 馬可·賈伯斯特   | 安吉拉·拉曼納        | 2017年11月17日 |
| 法蘭克和大衛共同視察因失去搭檔而臥床靜養的馬達尼，以確認她不是羅林斯的爪牙再進行聯絡。但這時，紐約同一時間連續發生三起爆炸恐怖襲擊，造成多數傷亡，身為主兇的路易斯寫一份自白信件給凱倫，希望她能和自己為伍並抵制槍支政策。凱倫雖然照做公開路易斯的信件，但還是對其所為感到厭惡而和反槍支的美國參議員史丹·奧利於電臺節目訪問中公然侮辱他。為此憤怒的路易斯打電話做出威脅後，講出一句拉丁語「這就是暴君的下場」之名言，得以讓曾經聽過路易斯講這句話的法蘭克和柯蒂斯均認出他的身份。柯蒂斯來到路易斯藏身屋子裏試圖阻止他，卻被路易斯拔下假腿後被打個半死，最後被綁在一個即爆的地雷陷阱上。法蘭克得知他的位置後，來到屋子裏試圖救出柯蒂斯，並聯絡路易斯希望他不要為此又背上朋友的性命。路易斯雖然最後選擇告知他如何拆解地雷，但他同時叫來警察，讓法蘭克逃跑過程中被一輛警車錄影器拍到長相。大衛正式會見馬達尼並告知她一切，兩者看到新聞已經公佈制裁者還活著的震驚消息。 |                       |                 |                      |                |
| 10 | Virtue of the Vicious | 吉姆·歐漢隆     | 肯·克里斯登森        | 2017年11月17日 |
| 路易斯殺死並冒充一名鐵砧保全人員，打算混入並襲擊奧利即將出席的爆炸襲擊受害者之募款儀式。另一邊，馬達尼將調查到的一切彙報給上司拉斐爾·埃爾南德斯，其也告知她關於倉庫槍戰的所有死亡敵軍，身份均是比利的鐵砧保全人員。馬達尼便來到募款儀式將舉辦的酒店裏找比利對峙，其受奧利雇用擔任保全主管。凱倫這時剛好來到酒店採訪奧利，而混入酒店的路易斯立刻炸開奧利的房間門展開攻擊，剛要槍殺奧利的一刻，法蘭克趕到沖進來用防彈衣擋下他的子彈。但身穿炸彈背心的路易斯劫持凱倫做人質後搭電梯至底層，而其他保全人員受比利之令而集體追殺法蘭克。在樓梯間裏，馬達尼趕到用槍指著法蘭克，希望他能自首並作為她的證人；但比利同時沖進樓梯間執意殺死法蘭克，對法蘭克開幾槍後讓他跳下樓梯逃跑，這也讓馬達尼終於認清比利的真面目，並發現他為殺死史坦的真兇。路易斯挾持凱倫至底層廚房後無路可走，法蘭克趕到後試圖說服他收手，聲言他如按下引爆器會從此留下污名，還會因此牽連到他的父親。凱倫趁機拆斷他的引線並脫身，路易斯將他自己鎖入廚房冷凍庫後，念著年輕英軍詩歌並接回電線，最後按下引爆器自爆身亡；於冷凍庫爆炸才讓酒店免受衝擊。事後，當布倫特·馬霍尼警官來調查時，法蘭克早已安頓好凱倫並通過屋頂撤離。 |                       |                 |                      |                |
| 11 | Danger Close          | 凱文·胡克斯     | 費莉西亞·D·亨德森    | 2017年11月17日 |
| 法蘭克得知大衛已向馬達尼洩密而和他終止合作關係，開始重拾自己的制裁者身份。比利被捕後被馬達尼審問，他還是寧死不承認自己殺死過史坦，通過動用關係而無罪釋放。馬達尼搬出她調查到關於羅林斯和地獄犬行動內幕的一切，質問詹姆斯副主管後堅持要求上司拉斐爾調查到底。當警方公佈法蘭克的消息後，柴克瞞著莎拉報警彙報法蘭克一直以來和他們一家人有過接觸，而到來的警察卻打算強行將他們一家人帶走，當莎拉和柴克被帶走後，只有莉歐一人及時跑出家。法蘭克得知莎拉和柴克被帶走的事情後，他通知大衛將女兒帶回來，而莉歐也因此重遇還活著的父親。得知比利即將用莎拉打給他的手機訊號來找他後，法蘭克將計就計將比利的軍隊引到配電站，並安置好大量陷阱等他們上鉤。法蘭克將敵軍一網打盡後，拷問一名敵軍問出莎拉和柴克人在哪裡，但沒問出什麼線索。羅林斯深知自己將暴露，和詹姆斯副主管會面提議用比利作他的替罪羊，讓他於事情結束後從中情局裏除名並放他生路。法蘭克最終在大衛提議下會面馬達尼，其三人決定合作拯救莎拉和柴克。 |                       |                 |                      |                |
| 12 | Home                  | 潔特·威爾金森   | 達里奧·斯卡達佩恩    | 2017年11月17日 |
| 法蘭克用電話和比利談好交易人質條件，用他和大衛來交換莎拉和柴克；大衛於配電站封鎖他的電腦以及所有關於地獄犬行動的資料，最後設定好計時器倒數。法蘭克對馬達尼交代一切，供述地獄犬行動的種種經歷以及他受令處決祖貝爾的實情。交易時刻來到，兩隊在兩人換兩人的情況下，馬達尼等國土部探員在現場埋伏，讓比利只抓走法蘭克後落荒而逃。莎拉和柴克獲救後最終和大衛一家團圓，大衛只好對自己隱瞞活著的事實向家人致歉。這時，法蘭克被比利抓回配電站試圖拖延時間，慢慢遭受羅林斯慘無人道的嚴刑拷打，比利當時正想辦法解鎖大衛的電腦好清除一切文件；而他不知道大衛早已將所有文件複職並交給馬達尼作為確鑿證據。比利雖然答應會給法蘭克一個痛快死法，但羅林斯為了報打瞎一隻眼的仇選擇慢慢打死法蘭克。比利由此深知總是出爾反爾的羅林斯總有一天也會出賣他，於是將計就計將法蘭克鬆綁，讓他得以脫身並奪下刀、將羅林斯捅數刀後，用兩隻手摳爛他的兩隻眼睛，為所有因他而死的人們、包括自己家人報仇雪恨。羅林斯流血致死後，比利剛想解決後患，但馬達尼根據大衛洩漏的配電站位置追過來，槍傷比利後使他落荒而逃。重傷的法蘭克被跟馬達尼前來的大衛按住傷口，同時慶倖他們倆終於完成使命，馬達尼則緊急將法蘭克救走。 |                       |                 |                      |                |
| 13 | Memento Mori          | 史蒂芬·蘇吉克   | 史蒂夫·萊特富特      | 2017年11月17日 |
| 法蘭克被馬達尼和大衛送至馬達尼身為醫生的父親手裏，進行緊急治療後終於將他穩定下來，但法蘭克認為抓回比利才是徹底結束。淪為亡命之徒的比利殺光所有尾隨他的國土部探員後，闖入柯蒂斯家裡挾持他做人質，但法蘭克早已知情比利會去那裡，於遠處靠狙擊埋伏他後，比利和他約定好當晚於中央公園樂園的旋轉木馬旁分出勝負，同時也是法蘭克家人喪生之地。馬達尼即使被上司要求不准擅自行動，她還是決定通過追蹤法蘭克的手機去協助他。夜晚，比利劫持兩名樂園工作人員做人質等法蘭克前來，法蘭克也全副武裝和比利進行武器交戰。兩位反目成仇的摯友均用光子彈後，在旋轉木馬上展開最終對決，法蘭克因受傷處於下風時，馬達尼趕到後讓比利轉過來開槍擦傷她的頭部。趁比利分心時，法蘭克將比利重傷後，通過一旁破碎的鏡子磨爛他引以為傲的帥氣臉龐。但這一刻，法蘭克首次選擇饒恕他的仇人一命，聲言他將以這幅恥辱臉龐度過餘生，將比利臉撞鏡子後徹底擊敗。國土部人員來到現場後，法蘭克雖然被捕，但他很快就被認為虧欠他的詹姆斯和拉斐爾協助清除犯罪記錄以重新開始人生。馬達尼送醫後恢復清醒並日漸康復，而嚴重毀容的比利持續重傷昏迷，連醫生都不知他何時能醒來、或是否還留有原來記憶。事情之後，法蘭克陪大衛回家和妻小們團圓，讓他被家人迎接並一起聚餐，但法蘭克選擇暫時不和他一起進去。經過這件事徹底從過去陰霾裏清醒的法蘭克，選擇重新審視自己而加入柯蒂斯的治療班，為所有前來參與的退伍軍人們，慢慢講述他的慘痛經歷。 |                       |                 |                      |                |

## 評價
《制裁者》獲得影評家好壞參半的評論。於爛番茄的評論中，第1季獲得了62%的新鮮度、6.82/10分（55位評論家），評論家共識：「顛簸的開始無法讓《制裁者》以漫畫改編動作驚悚片的新樣貌突破漫威電視宇宙的界線。」 於Metacritic的評論中，第1季獲得55分（滿分100分；20位評論家），屬好壞參半的評價。

## 外部連結
- 官方网站
- 互联网电影数据库（IMDb）上《制裁者》的资料（英文）
- 爛番茄上《制裁者》的資料（英文）